# عقعق إيبيري
العقعق الإيبيري أو العقعق الإيبيري لازوردي الجناح (الاسم العلمي: Cyanopica cooki) هو طائر من الفصيلة الغرابية. يُماثل شكله العقعق الأوراسي لكنه أصغر حجمًا وأنحف وساقاه ومنقاره أصغر نسبيًا وهو متوطن في شبه الجزيرة الإيبيرية في الغابات والأحراج. كان يُصنف سابقًا نويعةً من العقعق الآسيوي لازوردي الجناح المستوطن في شرق آسيا لكن الدراسات أظهرت اختلافات كافية لفصل الجمهرة الإيبيرية إلى نوع مُنفصل، وحاليًا هما النوعان الوحيدان في جنس العقعق اللازوردي.

## التصنيف
وَصف عالم الطبيعة الفرنسي تشارلز لوسيان بونابرت العقعق الإيبيري علميًا أول مرة عام 1850 بناءً على عينة أخذها صموئيل إدوارد كوك في إسبانيا. صاغ بونابرت الاسم العلمي «Cyanopica cooki»، ليحل محل «Pica cyanea». اسم الجنس «Cyanopica» مُكون من جزئين؛ الجزء الأول هو «Cyanos» وهي كلمة لاتينية تعني «اللازورد» أما «Pica» فلاتينية أيضًا وتعني «العقعق». أما الصفة المُحددة «Cooki» اُختيرت تكريمًا لجامع العينة إدوارد كوك. اقتصرت العينة النمطية على مدريد من قبل هاري فوربس ويذربي عام 1923. هذا النوع أحادي الطراز ولم تُعرف له أي نُوَيعات.
عُدَّ هذا النوع مع العقعق الآسيوي لازوردي الجناح نوعًا واحدًا سابقًا، لكن تبعد هذه الجمهرة الإيبيرية 9000 كلم بعيدًا عن تلك الموجودة في شرق آسيا. بعد إجراء العديد من الدراسات بين النُويعات السبعة للنوعين الآسيوي والإيبيري، شاملةً التحليلات المورفولوجية والحمض النووي، بدت المعطيات المورفولوجية موافقة لنتائجَ التحاليل الجينية. الاختلافات بين العقاعق الإيبيرية والعقاعق الآسيوية لازوردية الجناح أعلى بكثير من الاختلافات بين نُويعات هذا الأخير. ترفض هذه النتيجة فكرة أن العقاعق لازوردية الجناح أُدخلت مؤخرًا إلى أوروبا. من المحتمل أن يكون العقعق الإيبيري طائرًا أصيلا في إيبيريا وليس نتيجة إدخال طيور من آسيا. إضافةً إلى ذلك، فإن اكتشاف حفريات عمرها 44 ألف سنة للعقعق الإيبيري في جبل طارق عام 2000، فرض وأثبت أخيرا أن هذا النوع كان موجودا في المنطقة منذ مدة طويلة جدا.

## الوصف

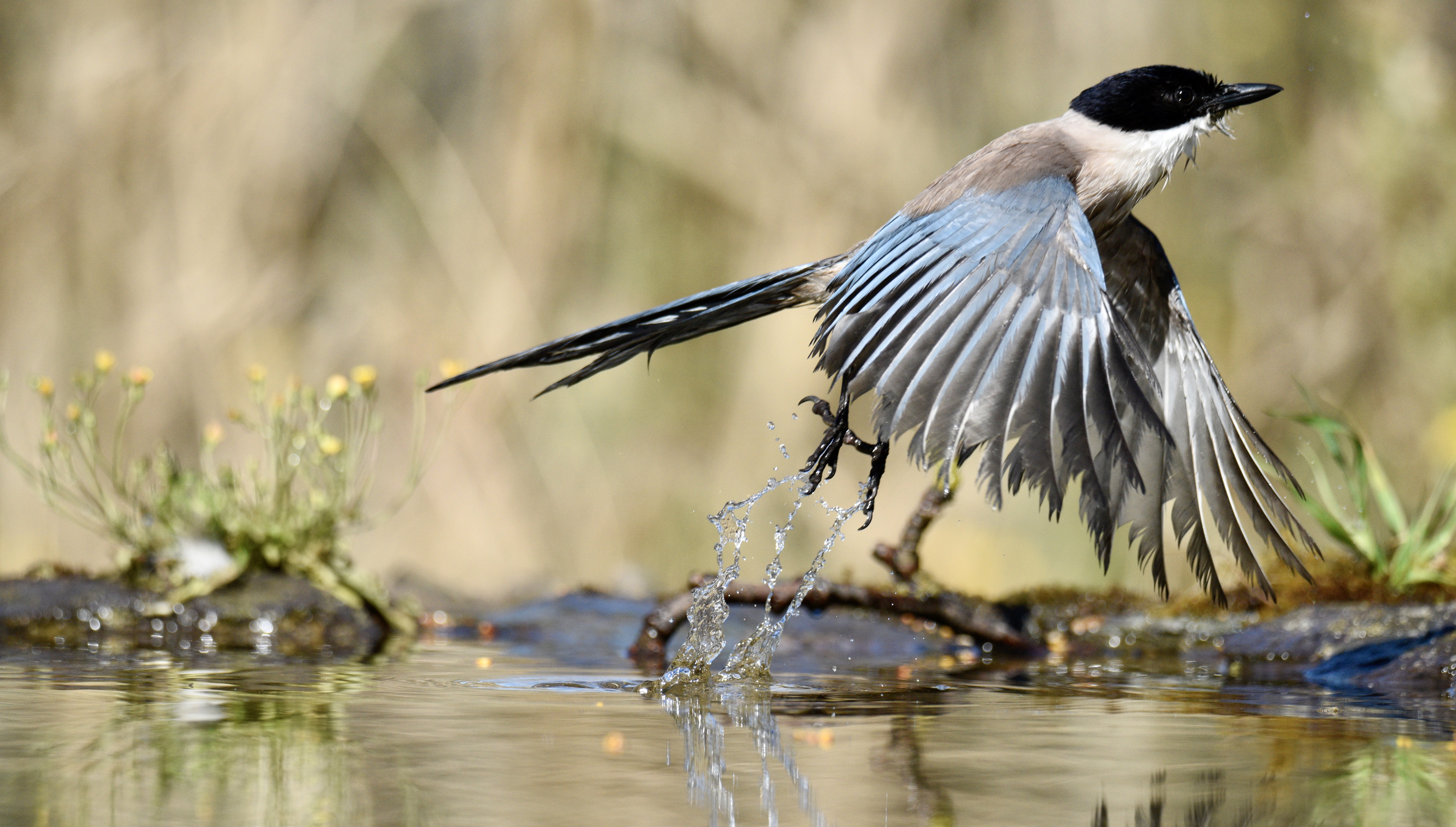
أثناء الطيران

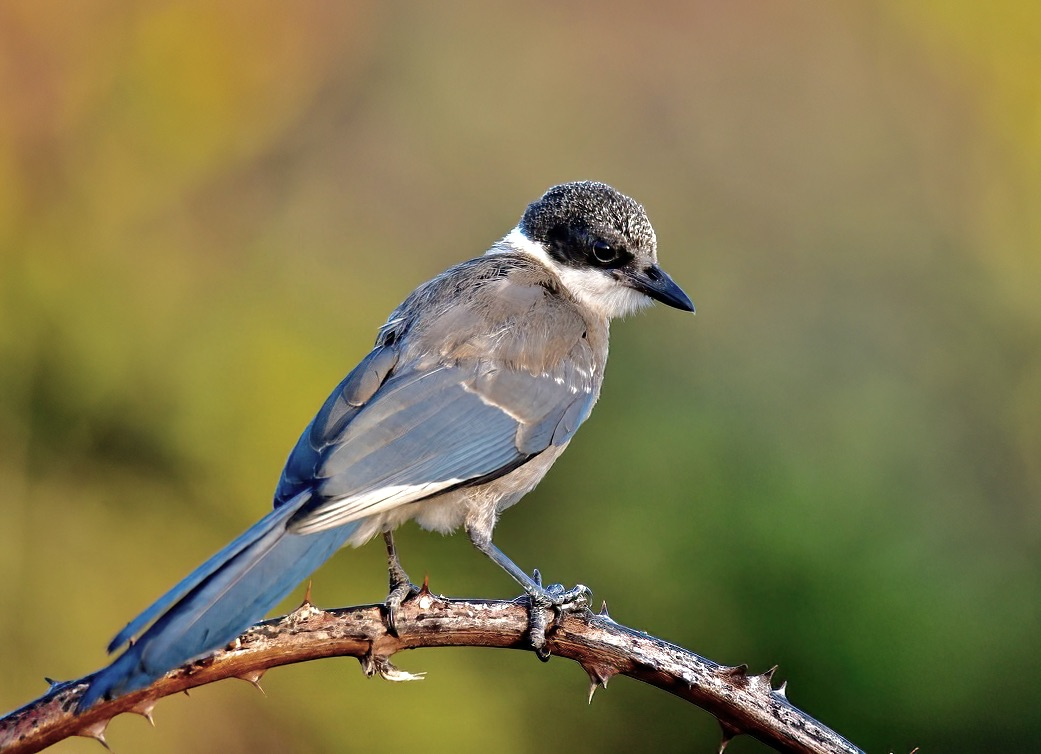
يافع

يُراوح طول العقعق الإيبيري بين 34 و35 سم أما وزنه فبين 65 و75 غم. لهذا النوع سواد حالك في رأسه وقفاه يمتد حتى أسفل العينين في حين أن الحلق والخط اللَحَوي أبيضان. الأجنحة زرقاء وأنصاف الريش الداخلية لريش الطيران سوداء في حين أن أنصاف الريش الخارجية في القوادم زرقاء. لرؤس أنصاف الريش الخارجي للقوادم لون أبيض، يمتد نحو القوادم الداخلية. الذيل أزرق متدرج طويل جدًا، يُراوح طوله بين 19 و19.7 سم. الرِّفلات كاملة الزراق، دون أطراف بيضاء. الجزء الأعلى من الجسم بني ضارب للوردي ذو تقزح رمادي فاتح. الجزء السُّفلي بني ضارب للوردي أيضًا، باستثناء الحلق الأبيض وأعلى الصدر الشاحب جدًا. جوانب الصدر والجوانب أدكن، لكن وسط البطن أقرب للبياض. لون الطيور يافعة أدكن ضارب للبُني ذو أطراف مُؤدمة على الرأس الأسود. حواف أكسِية الجناح مؤدمة شاحبة بيد أن أكسية الجناح الكُبرى ذات رؤوس بيضاء مُشكلةً شريط جناح ضيق. الجزء الأعلى بني ذو تقزح رمادي أزرق. ريش الذيل غير حاد وذو حواف مؤدمة. للعقعق الإيبيري طيران سريع ذو ضربات جناح قصيرة عند الهروب من الخطر. عادة ما يطير من شجرة إلى أخرى ويتسلق بسرعة إلى قمة الشجرة بعد طيران مُنخفض.

## الانتشار والموطن

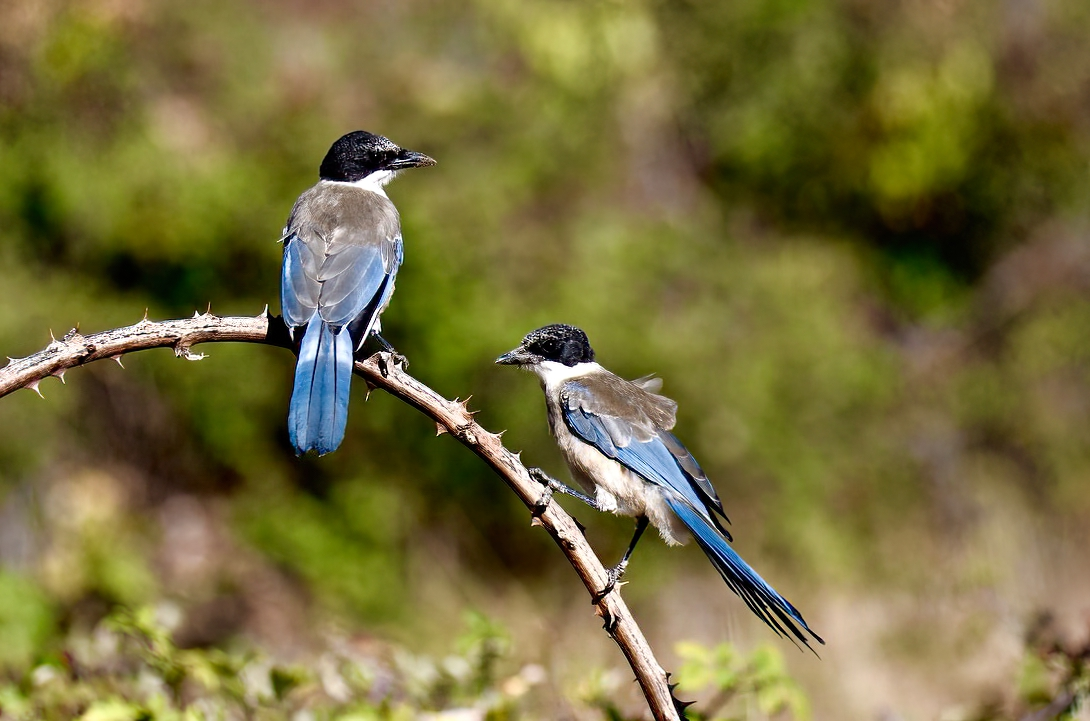

يوجد العقعق الإيبيري في الأجزاء الجنوبية الغربية والوسطى من شبه الجزيرة الأيبيرية، في وسط إسبانيا وجنوب شرق البرتغال. ومع ذلك، رُصد هذا النوع عَرَضيًا في جنوب غرب فرنسا، ورُصد كذلك في شمال غرب إيطاليا.
يستوطن هذا النوع الغابات المكشوفة وبساتين الفاكهة وبساتين الزيتون. يُفضل الغابات التي تضم السنديان أو الصنوبر أو كلاهما، وعادة ما تكون بالقرب من الجداول. يتردد على الفُسح والمسارات وجوانب الطرق والمناطق الجافة ذات الأشجار المتناثرة، لكنه لا يبتعد أبدًا عن الغطاء النباتي ليتمكن من التواري في حالة ظهور تهديد. يمكن العثور على هذا النوع على ارتفاع يصل إلى 700 متر في الهِضاب والوديان. قد تُشكل العقاعق الإيبيرية أسرابًا كبيرة على الكثبان الساحلية المشجرة ذات أشجار الصنوبر في جنوب غرب إسبانيا. هناك بعض المنافسة مع العقعق الأوراسي الذي عادة ما يكون هو المهيمن، ولكن هناك يُنافس العقعق الإيبيري بنجاح.

## السلوك والبيئة

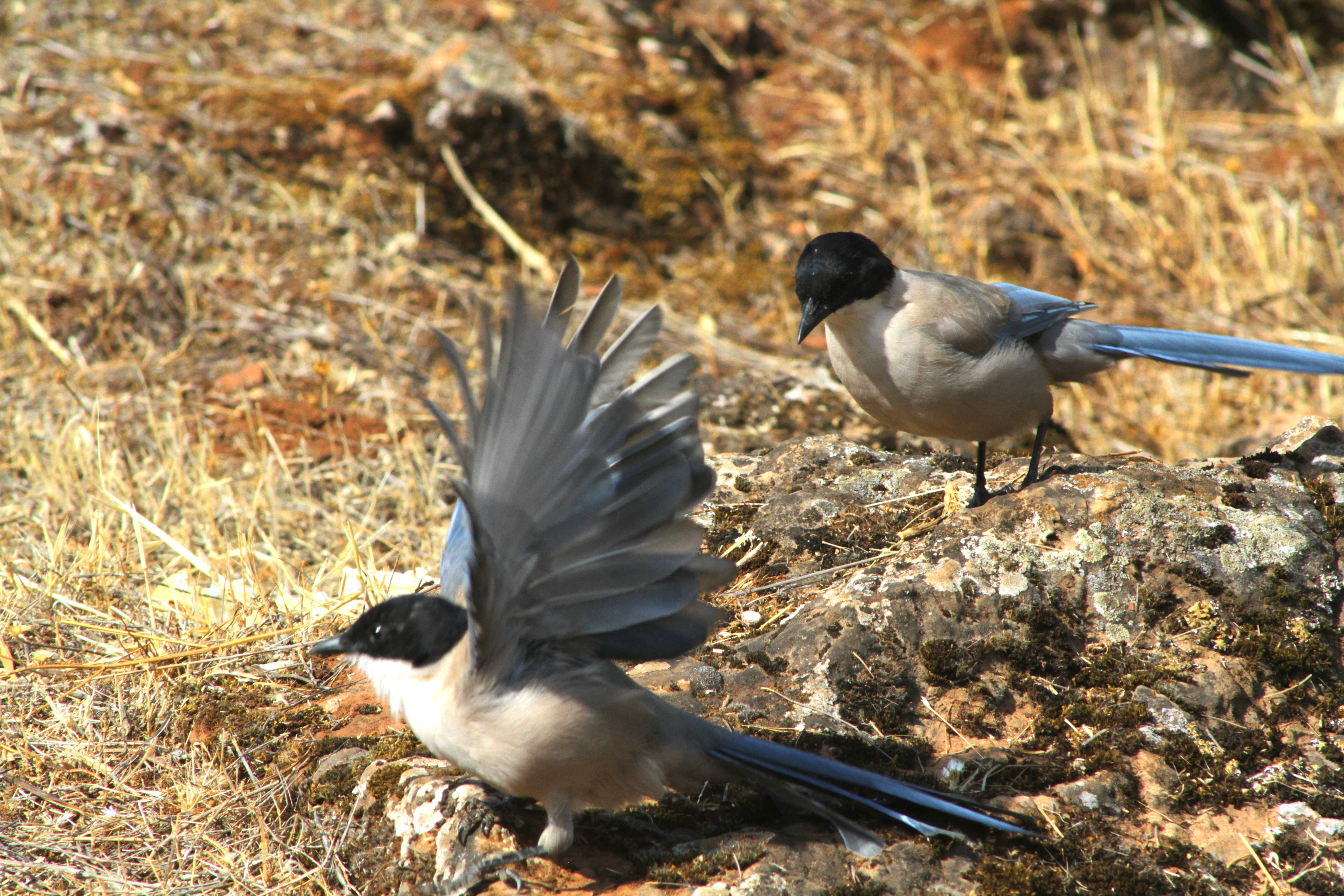

العقعق الإيبيري طائر تجمعي وصاخب للغاية، ويعيش في أسراب على مدار السنة. وهو طائر هياب وصاخب، إلا أن نِداءاته المستمرة تحافظ على التماسك داخل المجموعة. في المساء، تتجمع الطيور في مجاثم ليلية حيث يمكن رؤية مئات الأفراد وأكثر أحيانًا. هذه العقاعق عدوانية جدًا أثناء مواجهة الخطر، خاصة في موسم التعشيش، حيث يهاجم العقعق الإيبيري أي دخيل، صغيرًا كان أم كبيرًا، ولو كان الإنسان، إذا اقترب من العش. العديد من النداءات والأصوات تنبه الأزواج والأسراب المتفرقة إلى التجمهر معًا ومهاجمة المفترس. ويُعشش في مستعمرات فضفاضة، تبلغ نحو 14 زوجًا في الهكتار الواحد. تحمي العقاعق الإيبيرية فراخ الأزواج الأخرى إذا سقطت من العش أو يدافعون معًا عن منطقة التعشيش ويطاردون جميع المتسللين.

### الغذاء

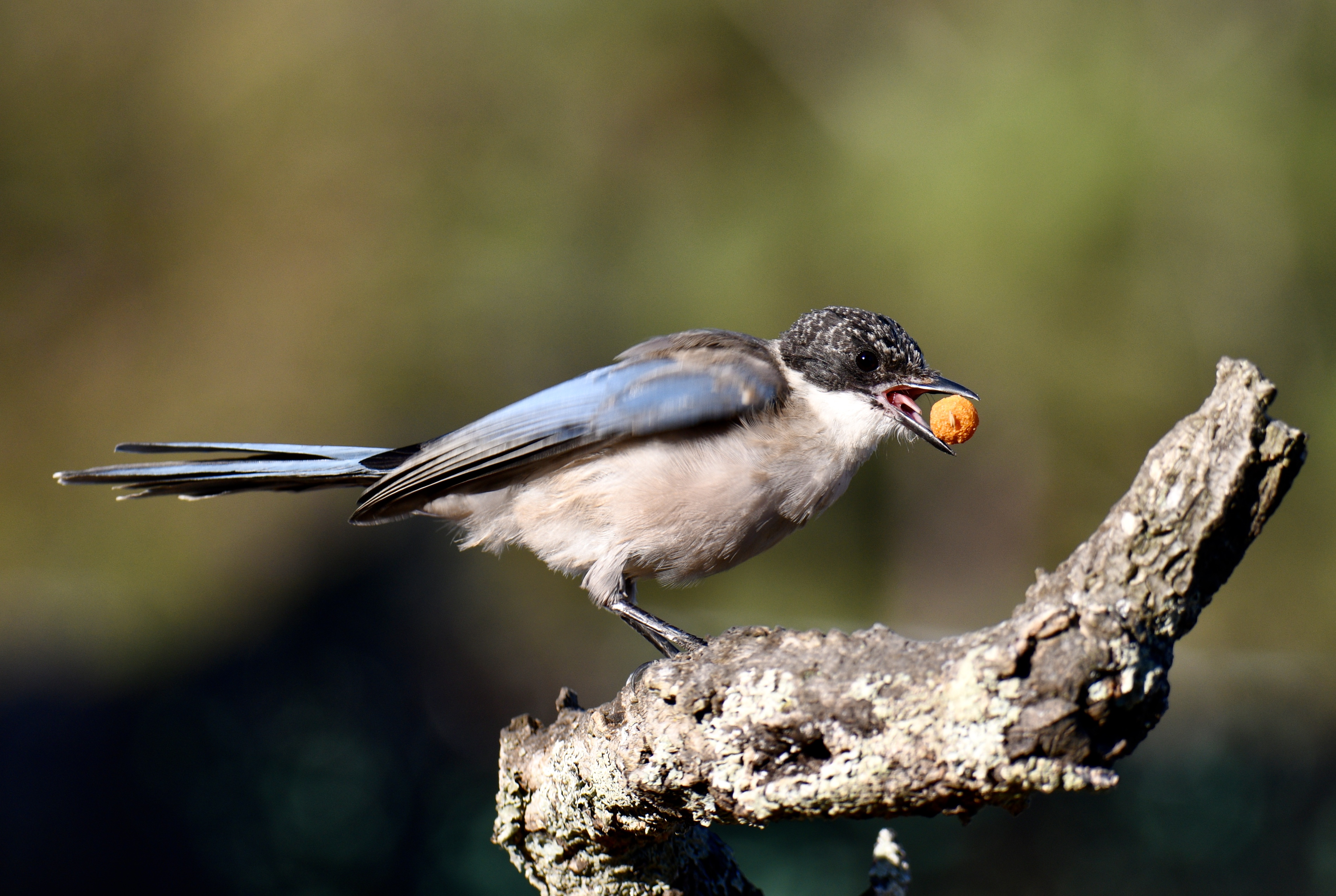
عقعق إيبيري يافع يتناول ثمرة

يتغذى العقعق الإيبيري على الفواكه والتوت والحشرات والبذور وسيقان العشب والزواحف الصغيرة. وهو طائر قارت، ويأكل جميع أنواع المواد الغذائية، ولكنه يُفضل الحشرات في ربيعًا وصَيفًا، والبذور والفواكه في خرفًا وشتاءً، وكذلك يقتات على الجيف. يتغذى أيضًا على ديدان الأرض واليرقات، ويساريع جادوب الصنوبر، والحشرات الطائرة مثل النمل الطائر أيضاً، والجنادب باختلاف أحجامها. وبحسب المناطق فإنه يتغذى أيضاً على الجوز والزيتون. خلال فصل الشتاء، تتردد هذه العقاعق على المستوطنات البشرية حيث تُغير على مقالب وصناديق القمامة. يبحث العقعق الإيبيري عن الغذاء ويتغذى عن طريق النقر على الأرض. تُمسك الثمار والجيف بالأقدام وتُمزق بالمنقار. يلاحق ويصطاد الحشرات الطائرة بسهولة. وهو قادر على استخراج يرقات الحشرات من شقوق اللحاء.

### التفريخ

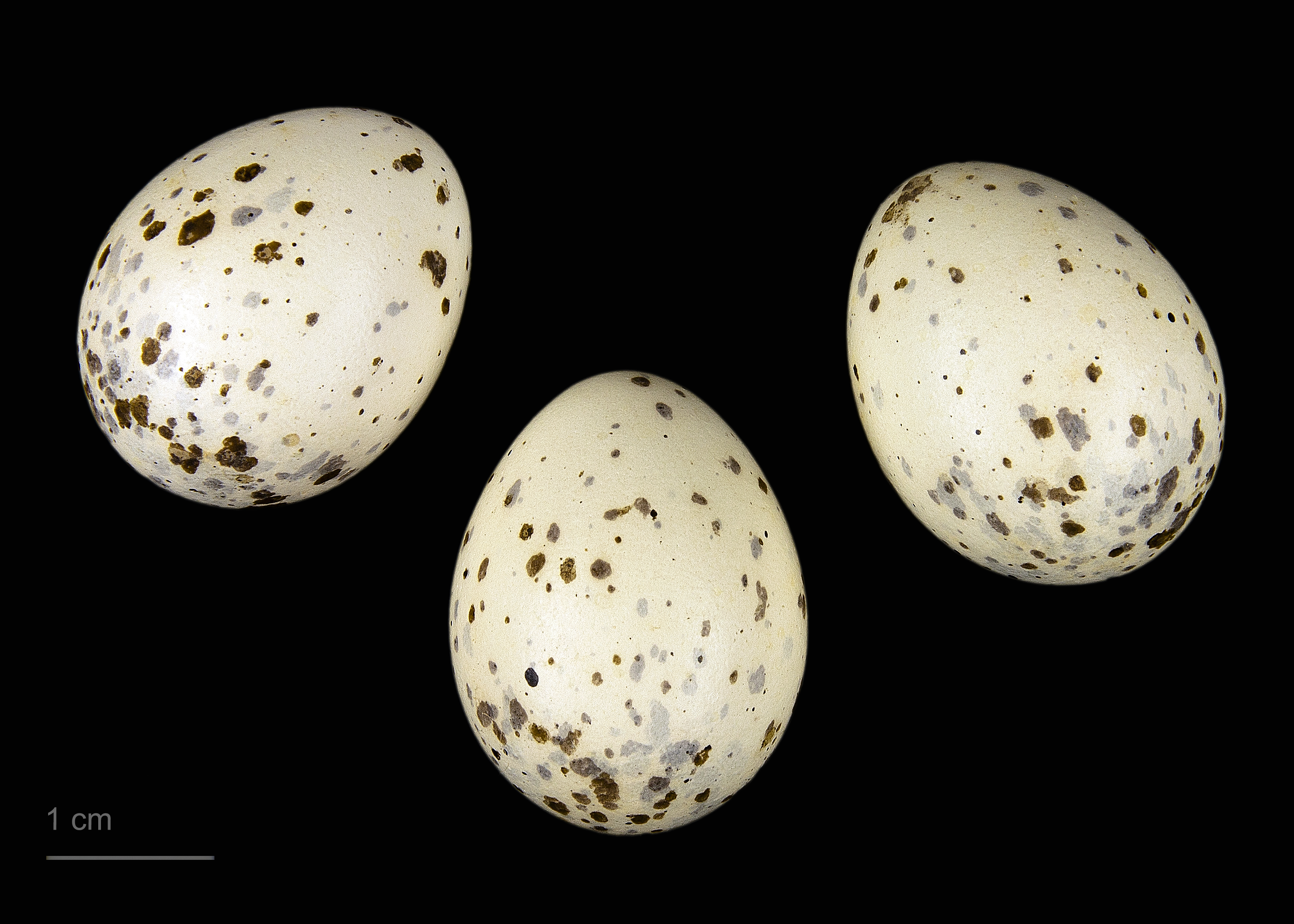
بيض العقعق الإيبيري

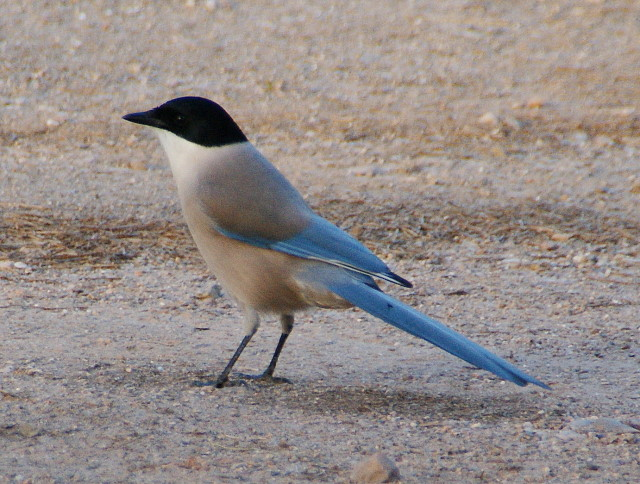

تبدأ عروض التودد في الشتاء. يقترب الذكر من الأنثى بأجنحة نصف مفتوحة ومهتزة، ويثني ذيله المروحي قليلاً تجاهها، يحني رأسه ويمشي جانبيًا بخفة بينما يستدير حول الأنثى. هذه العروض صاخبة وتُجرى في مجموعات كبيرة، تُطارد بعض الطيور فيها بعضًا على الأرض وتحت الأشجار، وتتسلق أعلى وأسفل الفروع. غالبًا ما ينصب الذكر ريش قفاه.
يتكون عش العقعق الإيبيري من أغصان متساوية الحجم تُشكل نصف العش تقريبًا وتُشكل الأشنات والخِرق والورق بطانة دقيقة تحت طبقة من الأرض المعبأة يبلغ سمكها نحو خمسة ملمترات. الكوب الداخلي مصنوع من الطحالب بنسبة 60% وقطع صغيرة من الورق والملابس والصوف وشعر الحيوانات. تبنى الأنثى العش بمواد يقدمها الذكر وبعض المساعدين. ويُبنى على ارتفاعات مُتفاوتة من 3 إلى 15 مترًا فوق سطح الأرض. تتجه معظم الأعشاش شرقًا، إما على الفرع الأول من الشجرة، أو في التشعب الطرفي لأشجار الصنوبر ولكنها لا تعلو 8 أمتار. يستمر البناء بين 10 و 15 يومًا ولا يُستخدم العش القديم أبدًا مرة أخرى.
في أوائل يونيو/حزيران، تضع الأنثى من 5 إلى 6 بيضات شاحبة مؤدمة، رمداء، مُبيضة وحتى مُخضرة، رُقطها دكناء ولها علامات أرجوانية أو رمداء. تحضن الأنثى البيض لمدة 17 يومًا ويقوم الذكر بإطعامها كل نصف ساعة تقريبًا، ويزيل الفضلات من العش. تكون الفراخ عند الفقس مغطاة بزغب قليل شاحب جدًا. الأنثى تأكل قشور البيض الموجودة في العش. يقوم الوالدان والمساعدون بإطعام الفراخ نحو 5 أو 6 مرات في الساعة. يُستقبل وصول الوالدين إلى العش بالصياح الشديد، ولكن إذا كانت الفراخ في تهديد، ينبهها الكبار بنداء معين، وتنبطح فوريًا في قاع العش وتلزم الصمت. عندما تُغادر الفراخ العش، تكون ذيولها قصية وأجنحتهم لا تتطور إلا قليلاً. في عمر 17 يومًا، تُصبح قادرة على الوقوف وتنتقل إلى الفروع المحيطة بالعش، متبعين والديهم طالبين الطعام. حتى عمر 4 إلى 5 أشهر، يُتعرف على الصغار بفضل رؤوسها الشاحبو بدلاً من السوداء.

## حالة الحفظ
يُصنف الاتحاد الدولي لحفظ الطبيعة العقعق الإيبيري نوعًا غير مُهدد. يميل عدد جمهرات هذا النوع إلى أن تُصبح مُجزأة ولا تتزايد. إن الاضطرابات التي يسببها الإنسان بالقرب من الأعشاش لا تدعم نجاح التفريخ الذي عادة ما يكون أفضل حالاً في جنوب إسبانيا والبرتغال حيث تُفترض الزيادة الأعداد. ومع ذلك، فإن عدد الجمهرة العالمية آخذ في الانخفاض بسبب تدهور الموائل مع تدمير مجموعات واسعة من أشجار السنديان في العديد من المناطق. تمثل المنافسة بين هذا النوع والعقعق الأوراسي تهديدًا مُهمًا آخر. قُدر عدد الجمهرة مؤخرًا بنحو 40.000 زوجًا في البرتغال، و250.000 زوجًا في إسبانيا.